# Clea DuVall
Pour les articles homonymes, voir Duvall.
Clea DuVall est une actrice américaine, née le 25 septembre 1977 à Los Angeles (Californie).

## Biographie
Clea Helen D'Etienne DuVall naît à Los Angeles le 25 septembre 1977 de Rosemary, sa mère, et de l'acteur Steph DuVall.
Ses premiers rôles seront à la télévision dans Urgences (ER), puis dans la première saison de Buffy contre les vampires. Mais son rôle le plus marquant à la TV est le rôle de Sofie dans la série La Caravane de l'étrange ainsi que celui de l'agent Audrey Hanson dans la série Heroes.
Elle connait le succès avec le film de Robert Rodriguez : The Faculty sorti en 1999, puis joue dans Elle est trop bien, Intrusion, But I'm a Cheerleader, Une vie volée, Ghosts of Mars, Identity et The Grudge qui a eu un gros succès au box office.
En 2012, elle est à l'affiche du film Argo de et avec Ben Affleck, qui a remporté 3 oscars en 2013. La même année, elle produit son premier film In Security.
En 2014, elle joue dans le téléfilm Lizzie Borden a-t-elle tué ses parents ? aux côtés de Christina Ricci, puis reprendra son rôle l'année suivante dans la mini-série The Lizzie Borden Chronicles.

## Vie privée
Elle est ouvertement lesbienne. Et actuellement en couple avec sa femme depuis plus de 10 ans !

## Filmographie

### Cinéma

#### Longs métrages
- 1996 : Little Witches de Jane Simpson : Kelsey
- 1997 : L'Alarmiste (Life During Wartime) d'Evan Dunsky : Suzy
- 1997 : Niagara, Niagara de Bob Gosse : L'employée
- 1998 : Big Party (Can't Hardly Wait) d'Harry Elfont et Deborah Kaplan : Jana
- 1998 : The Faculty de Robert Rodriguez : Stokely "Stokes" Mitchell
- 1998 : How to Make the Cruelest Month de Kip Koenig : Bell Bryant
- 1998 : Girl de Jonathan Kahn : Gillian
- 1999 : Une vie volée (Girl, Interrupted) de James Mangold : Georgina Tuskin
- 1999 : Elle est trop bien (She's All That) de Robert Iscove : Misty
- 1999 : Intrusion (The Astronaut's Wife) de Rand Ravich : Nan
- 1999 : But I'm a Cheerleader de Jamie Babbit : Graham Eaton
- 1999 : A Slipping-Down Life (en) de Toni Kalem : L'infirmière
- 1999 : Wildflowers (en) de Melissa Painter : Cally
- 2000 : Committed (en) de Lisa Krueger : Mimi
- 2001 : Thirteen Conversations About One Thing de Jill Sprecher : Beatrice
- 2001 : Ghosts of Mars de John Carpenter : Bashira Kincaid
- 2001 : See Jane Run de Sarah Thorp : Jane
- 2002 : Le Projet Laramie (The Laramie Project) de Moisés Kaufman : Amanda Gronich
- 2002 : The Slaughter Rule d'Alex Smith et Andrew J. Smith : Skyla
- 2003 : Identity de James Mangold : Ginny
- 2003 : 21 Grammes (21 Grams) d'Alejandro González Iñárritu : Claudia
- 2004 : The Grudge de Takashi Shimizu : Jennifer Williams
- 2005 : Two Weeks de Steve Stockman : Katrina
- 2006 : Champions de David Wike : Billy
- 2007 : Zodiac de David Fincher : Linda del Buono
- 2007 : Anamorph d'Henry S. Miller : Sandy Strickland
- 2007 : Itty Bitty Titty Committee de Jamie Babbit : La chanteuse
- 2007 : Ten Inch Hero de David Mackay : Jen
- 2008 : Les Passagers (Passengers) de Rodrigo Garcia : Shannon
- 2010 : Conviction de Tony Goldwyn : Brenda Marsh
- 2012 : Argo de Ben Affleck : Cora Lijek
- 2013 : In Security d'Adam Beamer et Evan Beamer : Lena
- 2014 : Jackie & Ryan d'Ami Canaan Mann : Virginia
- 2015 : Addicted to Fresno de Jamie Babbit : Regina
- 2016 : The Intervention d'elle-même : Jessie
- 2016 : Zen Dog de Rick Darge : Marlene Meeks
- 2016 : Heaven's Floor de Lori Stoll : Julia
- 2018 : All About Nina d'Eva Vives : Paula

#### Courts métrages
- 1999 : Sleeping Beauties de Jamie Babbit : Clea
- 2000 : Bear to the Right de Matthew F. Leonetti Jr. : La serveuse
- 2010 : Lez Chat de Tig Notaro et Kyle Dunnigan : La bibliothécaire
- 2015 : Shelter de R.J. Daniel Hanna : Petra
- 2015 : Ma/ddy de Devon Kirkpatrick : Dana

### Télévision

#### Séries télévisées
- 1996 : Urgences (ER) : Katie Reed
- 1997 : Buffy contre les vampires (Buffy the Vampire Slayer) : Marcie Ross
- 1997 : Esprits rebelles (Dangerous Minds) : Nina
- 1997 : Crisis Center : Laura Thomas
- 2000 : Popular : Wanda Rickets
- 2001 : Le Fugitif (The Fugitive) : Lynette Hennessy
- 2003 - 2005 : La Caravane de l'étrange (Carnivàle) : Sofie
- 2005 : Les Experts (CSI: Crime Scene Investigation) : Abigail Spencer
- 2006 - 2007 : Heroes : Agent Audrey Hanson
- 2008 : Grey's Anatomy : Jennifer Robinson
- 2009 : Lie to Me : Michelle Russell
- 2009 : Saving Grace : Maura Darrell
- 2009 : New York, unité spéciale (Law and Order: Special Victims Unit) : Mia Latimer
- 2010 : New York, police judiciaire (Law and Order): Amanda Green
- 2010 : Numb3rs : Melanie Bailay
- 2010 : Bones : McKenna Grant
- 2010 : Private Practice : Natasha
- 2010 - 2011 : The Event : Maya
- 2011 : Les Experts : Miami (CSI: Miami) : Lyla Moore
- 2012 : Veep : Marjorie Palmiotti
- 2012 - 2013 : American Horror Story : Wendy
- 2014 : The Newsroom : Lilly Hart
- 2015 : The Lizzie Borden Chronicles : Emma Borden
- 2015 : Better Call Saul : Dr Cruz
- 2016 : New Girl : Camilla
- 2016 - 2019 : Veep : Marjorie Palmiotti
- 2018 : The Romanoffs : Patricia Callahan
- 2018 - 2022 : The Handmaid's Tale : La Servante écarlate (The Handmaid's Tale) : Sylvia
- 2019 : Broad City : Lesley Marnel
- 2021 - 2023 : HouseBroken : Elsa (voix)
- 2022 : The First Lady : Tommy
- 2023 : Poker Face : Emily Cale

#### Téléfilms
- 1997 : On the Edge of Innocence de Peter Werner : Ann
- 1997 : Vengeance par amour (The Defenders: Payback) d'Andy Wolk : Jessica Lane
- 2001 : Comment fabriquer un monstre (How to Make a Monster) de George Huang : Laura Wheeler
- 2004 : Helter Skelter de John Gray : Linda Kasabian
- 2008 : Seule face à sa peur (The Watch) de Jim Donovan : Cassie
- 2009 : Virtuality : Le Voyage du Phaeton (Virtuality) de Peter Berg : Sue Parsons
- 2009 : The Killing Room de Jonathan Liebesman : Kerry Isalano
- 2011 : Grossesse en danger (And Baby Will Fall) de Bradley Walsh : Melinda
- 2014 : Lizzie Borden a-t-elle tué ses parents ? (Lizzie Borden Took an Ax) de Nick Gomez : Emma Borden

### Réalisatrice
- 2016 : The Intervention
- 2020 : Ma belle-famille, Noël et moi (Happiest Season)[4],[5]
- 2022 : High school

### Scénariste
- 2020 : Ma belle-famille, Noël et moi (Happiest Season)

## Distinctions

### Récompenses
- 2003 : Florida Film Critics Circle Awards de la meilleure distribution dans un drame pour Thirteen Conversations About One Thing (2001) partagée avec Alan Arkin, Alex Burns, David Connolly, Richard Council (en), Shawn Elliott, Frankie Faison, Malcolm Gets, Peggy Gormley, Amy Irving, Walt MacPherson, Matthew McConaughey, James Murtaugh, Barbara Sukowa, Tia Texada, John Turturro et William Wise.
- 2004 : Florida Film Critics Circle Awards de la meilleure distribution dans un drame pour 21 Grammes (2003) partagée avec Kevin Chapman, Benicio Del Toro, Teresa Delgado, Charlotte Gainsbourg, Danny Huston, Melissa Leo, Eddie Marsan, Marc Musso, Sean Penn et Naomi Watts.
- 2012 : Hollywood Film Awards de la meilleure distribution de l'année dans un drame biographique pour Argo (2012) partagée avec Ben Affleck, Bryan Cranston, John Goodman, Alan Arkin, Tate Donovan, Christopher Denham, Scoot McNairy, Kerry Bishé, Rory Cochrane, Victor Garber, Kyle Chandler, Zeljko Ivanek, Titus Welliver, Bob Gunton, Philip Baker Hall, Richard Kind, Michael Parks, Christopher Stanley (en) et Taylor Schilling.
- 2013 : Festival international du film de Palm Springs de la meilleure distribution dans un drame biographique pour Argo (2012) partagée avec Ben Affleck, Bryan Cranston, Alan Arkin, John Goodman, Victor Garber, Tate Donovan, Scoot McNairy, Rory Cochrane, Christopher Denham, Kerry Bishé, Kyle Chandler et Chris Messina.
- 19e cérémonie des Screen Actors Guild Awards 2013 : Meilleure distribution dans un drame biographique pour Argo (2012) partagée avec Ben Affleck, Bryan Cranston, Kerry Bishé, Kyle Chandler, Rory Cochrane, Bryan Cranston, Christopher Denham, Tate Donovan, Victor Garber, John Goodman, Scoot McNairy et Chris Messina.
- 2023 : Gotham Independent Film Awards de la meilleure nouvelle série pour High School (2022) partagée avec Laura Kittrell, Jeremy Kleiner, Carina Sposato, Sara Quin, Dede Gardner et Tegan Quin.

### Nominations
- 1999 : Blockbuster Entertainment Awards de la meilleure révélation féminine dans un film d'horreur pour The Faculty (1998).
- 1999 : Teen Choice Awards de la meilleure révélation féminine dans un film d'horreur pour The Faculty (1998).
- 9e cérémonie des Satellite Awards 2005 : Meilleure actrice dans une mini-série ou un téléfilm pour Helter Skelter (2004).
- 2005 : Women's Image Network Awards de la meilleure actrice dans une série télévisée dramatique pour Helter Skelter (2004).
- 2012 : Awards Circuit Community Awards de la meilleure distribution dans un drame biographique pour Argo (2012) partagée avec Ben Affleck, Bryan Cranston, Alan Arkin, John Goodman, Victor Garber, Tate Donovan, Scoot McNairy, Rory Cochrane, Christopher Denham, Kerry Bishé, Kyle Chandler et Chris Messina.
- 13e cérémonie des Phoenix Film Critics Society Awards 2012 : Meilleure distribution dans un drame biographique pour Argo (2012) partagée avec Chris Messina, Scoot McNairy, Bryan Cranston, Rory Cochrane, Kerry Bishé, Alan Arkin, Tate Donovan, Kyle Chandler, Christopher Denham, Victor Garber, John Goodman et Ben Affleck.
- 17e cérémonie des San Diego Film Critics Society Awards 2012 : Meilleure distribution dans un drame biographique pour Argo (2012) partagée avec Chris Messina, Scoot McNairy, Bryan Cranston, Rory Cochrane, Kerry Bishé, Alan Arkin, Tate Donovan, Kyle Chandler, Christopher Denham, Victor Garber, John Goodman et Ben Affleck.
- 11e cérémonie des Central Ohio Film Critics Association Awards 2013 : Meilleure distribution dans un drame biographique pour Argo (2012) partagée avec Chris Messina, Scoot McNairy, Bryan Cranston, Rory Cochrane, Kerry Bishé, Alan Arkin, Tate Donovan, Kyle Chandler, Christopher Denham, Victor Garber, John Goodman et Ben Affleck.
- 2013 : Gold Derby Awards de la meilleure distribution dans un drame biographique pour Argo (2012) partagée avec Ben Affleck, Bryan Cranston, Alan Arkin, John Goodman, Victor Garber, Tate Donovan, Scoot McNairy, Rory Cochrane, Christopher Denham, Kerry Bishé, Kyle Chandler et Chris Messina.
- 2015 : NewFilmmakers Los Angeles de la meilleure performance féminine dans un court-métrage dramatique pour Shelter (2015).
- Festival du film de Sundance 2016 : Grand prix du jury du meilleur long-métrage dramatique pour The Intervention (2016).
- 23e cérémonie des Screen Actors Guild Awards 2017 : Meilleure distribution pour une série comique pour Veep (2012-) partagée avec Dan Bakkedahl, Sufe Bradshaw, Anna Chlumsky, Gary Cole, Kevin Dunn, Nelson Franklin, Tony Hale, Hugh Laurie, Julia Louis-Dreyfus, Sam Richardson, Reid Scott, Timothy Simons, John Slattery, Sarah Sutherland, Matt Walsh et Wayne Wilderson.

## Divers
- Clea est restée très amie avec Natasha Lyonne et une de ses meilleures amies est Melanie Lynskey, toutes les deux étaient ses partenaires à l'écran dans le film But I'm a Cheerleader. Elle est aussi proche de l'actrice Sarah Paulson, sa partenaire dans American Horror Story (TV). D'ailleurs elle retrouvera aussi un autre acteur sur American Horror Story (TV) : Zachary Quinto à qui elle avait donné la réplique dans la série Heroes (TV)
- Elle est proche aussi de la réalisatrice Jamie Babbit pour qui elle a tourné plusieurs fois (Sleeping Beauties, But I'm a Cheerleader, Itty Bitty Titty Committee, 1 épisode de la série Popular). Elle a aussi tourné plusieurs fois sous la direction de Rodrigo Garcia pour La Caravane de l'étrange et Fathers and Sons.
- Clea a tourné 3 fois avec l'actrice Katharine Towne, elle est proche aussi de Anne Hathaway avec qui elle a joué dans le film Les passagers.
- Clea est aussi proche de la famille Affleck, une autre de ses meilleures amies est Summer Phoenix, la femme de Casey Affleck et belle-sœur de Ben Affleck (avec qui elle tourna le film Argo et qu'elle connaît depuis très longtemps).
- Clea retrouvera l'acteur David Boreanaz après Buffy contre les vampires (TV), pour un épisode de Bones (TV). De même que l'actrice Sarah Michelle Gellar pour le film The Grudge. Mais également l'actrice KaDee Strickland, avec qui elle tourna 3 fois (Une vie volée, The Grudge et 1 épisode de Private Practice (TV).
- Elle a joué aussi 2 fois avec l'acteur Tomas Arana (dans le film Wildflowers (en) où il jouait son père) et dans un épisode des Experts (Las Vegas).
- Clea et Eric Dane se sont retrouvés sur Grey's Anatomy (TV) après Helter Skelter
- Clea retrouvera George Clooney pour le film Argo 16 ans après Urgences (ER), (TV) où elle avait joué dans 2 épisodes.
- Clea a souvent joué des lesbiennes au cinéma et dans les séries : But I'm a Cheerleader, The Faculty (sous-entendu) Ghosts of Mars (sous-entendu), La Caravane de l'étrange (il y a quelques scènes lesbiennes), Saving Grace, New York, police judiciaire, American Horror Story, The Handmaid's Tale (TV)
- Elle n'a aucun lien de parenté avec l'acteur Robert Duvall

## Citations
- « J'ai l'impression qu'ils pensent que je suis comme James Dean. J'aurais aimé, mais je ne le suis pas[réf. souhaitée]. »

## Voix françaises
En France, Vanina Pradier (7 reprises), Marie Donnio (6 reprises) et Marjorie Frantz (4 reprises) sont les voix françaises les plus régulières de Clea DuVall. Barbara Delsol, Carole Franck et Gaëlle Savary l'ont également doublée à trois occasions.
En France
| - Vanina Pradier dans : - La Caravane de l'étrange (série télévisée) - Seule face à sa peur (téléfilm) - Lie to Me (série télévisée) - Numb3rs (série télévisée) - Bones (série télévisée) - Grossesse en danger (téléfilm) - Veep (série télévisée) - Marie Donnio dans : - Heroes (série télévisée) - Anamorph - Grey's Anatomy (série télévisée) - Private Practice (série télévisée) - New York, unité spéciale (série télévisée) - Argo - Marjorie Frantz dans : - Big Party - The Faculty - Elle est trop bien - Saving Grace (série télévisée) - Barbara Delsol dans : - Identity - The Grudge - Virtuality : Le Voyage du Phaeton - Carole Franck dans : - Lizzie Borden a-t-elle tué ses parents ? (téléfilm) - Better Call Saul (série télévisée, 1re voix) - New Girl (série télévisée) | - Gaëlle Savary dans : - American Horror Story (série télévisée) - The Intervention - Better Call Saul (série télévisée, 2e voix) - Marie-Eugénie Maréchal dans : - Urgences (série télévisée) - The Killing Room (téléfilm) - Flora Brunier dans (les séries télévisées) : - The First Lady (mini-série) - Poker Face Et aussi - Christiane Jean dans Buffy contre les vampires (série télévisée) - Déborah Perret dans Intrusion - Véronique Alycia dans Ghosts of Mars - Victoria Grosbois dans Les Experts (série télévisée) - Anne Mathot dans Conviction - Laurence Sacquet dans The Event (série télévisée) - Marcha Van Boven dans Jackie and Ryan - Pauline Brunel dans The Newsroom (série télévisée) - Carole Baillien dans The Lizzie Borden Chronicles (mini-série) - Audrey Sourdive dans The Handmaid's Tale : La Servante écarlate (série télévisée) - Jessica Monceau dans Queer Force (voix) |